# Rise of the Rōnin
Rise of the Rōnin est un jeu vidéo d'action-RPG développé par Team Ninja et publié par Sony Interactive Entertainment et Koei Tecmo. Le jeu est sorti le 22 mars 2024 sur PlayStation 5 et est prévu pour le 11 mars 2025 sur Microsoft Windows.

## Système de jeu
Rise of the Rōnin, pareillement que les jeux précédents de Team Ninja Wo Long: Fallen Dynasty et Nioh 2, permet aux joueurs de créer un personnage personnalisé. Le combat comprend un large éventail d'armes courantes pendant la guerre de Boshin, telles que des katanas et diverses armes à feu de la guerre de Boshin. Le jeu propose également des choix à des moments clés de l'histoire du jeu, permettant aux joueurs de s'allier ou de se battre contre divers personnages non joueurs, affectant l'histoire.

## Histoire
Situé à Edo à la fin du xixe siècle pendant Bakumatsu, les dernières années de la période Edo, le jeu dépeint la guerre de Boshin entre le shogunat Tokugawa et diverses factions anti-shogunat mécontentes de l'influence occidentale après la réouverture du Japon après la période Sakoku,,.

## Développement
Rise of the Rōnin a été officiellement annoncé le 13 septembre 2022, lors d'un évènement State of Play organisé par Sony,,. Le développement du jeu a commencé en 2015, avec l'aide de XDev des PlayStation Studios. Selon le président de Team Ninja, Fumihiko Yasuda, ils ont voulu créer un jeu qui dépeint le Japon dans ses moments les plus sombres, citant la période Bakumatsu comme une époque que les jeux vidéo "éviteraient". Le cadre du jeu se prêterait également bien à leur expertise, en raison de leur expérience dans la création de jeux axés sur les ninjas et les samouraïs, tels que Ninja Gaiden et Nioh. Selon Yasuda, Rise of the Rōnin est le projet le plus ambitieux que Team Ninja ait développé,.
Lors des Game Awards 2023, une date de sortie est annoncée pour le 22 mars 2024. Un portage PC est prévu pour le 11 mars 2025.

## Accueil
Rise of the Rōnin reçoit un accueil favorable de la presse spécialisée, recueillant un score global de 76 % sur l'agrégateur Metacritic sur la base de 129 critiques.

### Traduction
- (en) Cet article est partiellement ou en totalité issu de l’article de Wikipédia en anglais intitulé « Rise of the Rōnin » (voir la liste des auteurs).